# Euthecodon
Euthecodon è un genere estinto di coccodrilli, vissuto tra il Miocene inferiore e il Pleistocene medio (circa 23 milioni - 700.000 anni fa). I fossili sono stati ritrovati in Africa, ed è considerato uno dei più grandi coccodrilli noti.

## Descrizione
Euthecodon era un coccodrillo molto grande; un esemplare, noto come LT 26306, ritrovato nel bacino del Turkana, potrebbe aver raggiunto i 10 metri di lunghezza. Euthecodon possedeva un rostro stretto, insolitamente allungato, con margini dorsali profondamente dentellati. La volta cranica, in ogni caso, era piccola in proporzione al resto del cranio ed era di forma quasi quadrata. Le fauci erano dotate di denti sottili, simili fra loro nella taglia e nella forma. Al contrario di quasi tutti gli altri coccodrilli, Euthecodon possedeva solo quattro denti premascellari. Poiché essi erano acuminati e dotati di due carene, si ritiene che fossero adatti a una dieta piscivora.

## Classificazione
I primi fossili di Euthecodon furono inizialmente considerati appartenere al genere Tomistoma (a cui appartiene l'attuale falso gaviale); questi esemplari (Tomistoma brumpti) furono ritrovati nell'Omo Group in Etiopia, in strati del Pliocene. Il genere Euthecodon venne descritto nel 1920 sulla base di materiale ritrovato a Wadi Natrun, in Egitto. Questo materiale venne riconosciuto come distinto dal genere Tomistoma, ma quasi identico a quello ritrovato in Etiopia, e quindi venne istituito il genere Euthecodon, comprendente le due specie Euthecodon nitriae dell'Egitto ed E. brumpti, dell'Etiopia. Quest'ultima specie era particolarmente diffusa anche negli strati del Miocene, del Pliocene e del Pleistocene del Kenya, in particolare nel giacimento miocenico di Lothagam. E. brumpti si differenziava da E. nitriae principalmente per le diverse proporzioni del cranio, del rostro e per il diverso numero di denti. Altri fossili attribuiti a una forma simile a E. nitriae sono stati ritrovati nel giacimento di Toros-Menalla, in Ciad.
Un'altra specie di Euthecodon, E. arambourgi, è stata ritrovata nei depositi del Miocene inferiore di Gebel Zelten, in Libia. Questa specie era caratterizzata da un rostro più corto delle altre due specie.

Diagramma con i più grandi coccodrilli noti, tra cui Euthecodon.

Numerosi altri fossili provenienti da varie zone dell'Africa non sono attribuibili a un livello specifico: dalla formazione Sahabi del Pliocene inferiore della Libia, dagli strati del Bacino di Victoria nell'Isola di Rusinga e di Ombo in Kenya, e forse dai sedimenti di Albertine Rift nel Congo, ancora del Miocene inferiore.
Euthecodon fu inizialmente considerato un coccodrillo appartenente ai tomistomini, una sottofamiglia caratterizzata dal rostro particolarmente allungato. È stato inoltre considerato un discendente del gavialide Eogavialis (Tchernov, 1976; Tchernov, 1986). Analisi più recenti indicano che Euthecodon era un rappresentante dei crocodilidi, strettamente imparentato con Rimasuchus, Osteolaemus e Voay (Brochu e Storrs, 1995; Brochu, 1997). Ulteriori analisi (Conrad et al., 2013) lo hanno invece avvicinato al genere di coccodrilli africani Mecistops, anch'esso dal muso allungato.